# Теорема Стокса
Теорема Стокса — одна из основных теорем дифференциальной геометрии и математического анализа об интегрировании дифференциальных форм, которая обобщает несколько теорем анализа. Названа в честь Дж. Г. Стокса.

## Формулировка
Пусть на ориентируемом многообразии {\displaystyle M} размерности {\displaystyle n} заданы положительно ориентированное ограниченное {\displaystyle p}-мерное подмногообразие {\displaystyle \sigma } ({\displaystyle 1\leqslant p\leqslant n}) и дифференциальная форма {\displaystyle \omega } степени {\displaystyle p-1} класса {\displaystyle C^{1}}. Тогда если граница подмногообразия {\displaystyle \partial \sigma } положительно ориентирована, то
{\displaystyle \int \limits _{\sigma }d\omega =\int \limits _{\partial \sigma }\omega ,}
где {\displaystyle d\omega } обозначает внешний дифференциал формы {\displaystyle \omega }.
Теорема распространяется на линейные комбинации подмногообразий одной размерности — так называемые цепи. В этом случае формула Стокса реализует двойственность между когомологиями де Рама и гомологиями циклов многообразия {\displaystyle M}.

## Частные случаи

### Формула Ньютона — Лейбница
Пусть дана кривая {\displaystyle l} (одномерная цепь), ориентированно направленная от точки {\displaystyle a} к точке {\displaystyle b}, в многообразии произвольной размерности. Форма {\displaystyle \omega } нулевой степени класса {\displaystyle C^{1}} — это дифференцируемая функция {\displaystyle f}. Тогда формула Стокса записывается в виде
{\displaystyle \int \limits _{l}df=\int \limits _{l}f'\,dx=\int \limits _{a}^{b}f'\,dx=f(b)-f(a).}

### Теорема Грина
Иногда называют теоремой Грина — Римана. Пусть {\displaystyle M} — плоскость, а {\displaystyle D} — некоторая её положительно ориентированная ограниченная область с кусочно-гладкой жордановой границей. Пусть форма первой степени, записанная в координатах {\displaystyle x} и {\displaystyle y,} — это выражение {\displaystyle L\,dx+M\,dy.} Тогда для интеграла от этой формы по положительно ориентированной (против часовой стрелки) границе области {\displaystyle D} верно
{\displaystyle \ \int \limits _{\partial D}\left(L\,dx+M\,dy\right)=\iint \limits _{D}\left({\frac {\partial M}{\partial x}}-{\frac {\partial L}{\partial y}}\right)\,dx\,dy.}
Определяя дифференциальную форму {\displaystyle \omega =L\,dx+M\,dy}, найдём её внешний дифференциал:
{\displaystyle d\omega =\left({\dfrac {\partial L}{\partial x}}\,dx+{\dfrac {\partial L}{\partial y}}\,dy\right)\wedge dx+\left({\dfrac {\partial M}{\partial x}}\,dx+{\dfrac {\partial M}{\partial y}}\,dy\right)\wedge dy.}
Принимая во внимание, что {\displaystyle dx\wedge dx=0} и {\displaystyle dy\wedge dy=0}:
{\displaystyle d\omega ={\underset {-{\frac {\partial L}{\partial y}}\,dx\,\wedge \,dy}{\underbrace {{\dfrac {\partial L}{\partial y}}\,dy\wedge dx} }}+{\dfrac {\partial M}{\partial x}}\,dx\wedge dy=\left({\dfrac {\partial M}{\partial x}}-{\dfrac {\partial L}{\partial y}}\right)\,dx\wedge dy.}
Отсюда используя теорему Стокса:
{\displaystyle \int \limits _{\partial D}L\,dx+M\,dy=\iint \limits _{D}\left({\frac {\partial M}{\partial x}}-{\frac {\partial L}{\partial y}}\right)\,dx\,dy.}
■
Независимое доказательство формулы Грина приведено в её основной статье.

### Формула Кельвина — Стокса
Часто называется просто формулой Стокса. Пусть {\displaystyle \Sigma } — кусочно-гладкая поверхность ({\displaystyle p=2}) в трёхмерном евклидовом пространстве ({\displaystyle n=3}), {\displaystyle \mathbf {F} } — дифференцируемое векторное поле. Тогда циркуляция векторного поля вдоль замкнутого контура {\displaystyle \partial \Sigma } равна потоку ротора (вихря) поля через поверхность {\displaystyle \Sigma }, ограниченную контуром:
{\displaystyle \int \limits _{\Sigma }\mathrm {rot} \,\mathbf {F} \cdot d\mathbf {\Sigma } =\int \limits _{\partial \Sigma }\mathbf {F} \cdot d\mathbf {r} ,}
или в координатной записи:
{\displaystyle \iint \limits _{\Sigma }\left({\frac {\partial R}{\partial y}}-{\frac {\partial Q}{\partial z}}\right)\,dy\,dz+\left({\frac {\partial P}{\partial z}}-{\frac {\partial R}{\partial x}}\right)\,dz\,dx+\left({\frac {\partial Q}{\partial x}}-{\frac {\partial P}{\partial y}}\right)\,dx\,dy=\int \limits _{\partial \Sigma }P\,dx+Q\,dy+R\,dz.}
Часто в правой части пишут интеграл по замкнутому контуру.
Рассмотрим дифференциальную форму {\displaystyle \omega =P\,dx+Q\,dy+R\,dz}. Тогда, используя свойство дифференциала дифференциальной формы {\displaystyle d(\omega _{F}^{1})=\omega _{\mathrm {rot} \,F}^{2}}:
{\displaystyle d\omega =\left({\frac {\partial R}{\partial y}}-{\frac {\partial Q}{\partial z}}\right)\,dy\wedge dz+\left({\frac {\partial P}{\partial z}}-{\frac {\partial R}{\partial x}}\right)\,dz\wedge dx+\left({\frac {\partial Q}{\partial x}}-{\frac {\partial P}{\partial y}}\right)\,dx\wedge dy.}
Отсюда, используя теорему Стокса:
{\displaystyle \iint \limits _{\Sigma }\left({\frac {\partial R}{\partial y}}-{\frac {\partial Q}{\partial z}}\right)\,dy\,dz+\left({\frac {\partial P}{\partial z}}-{\frac {\partial R}{\partial x}}\right)\,dz\,dx+\left({\frac {\partial Q}{\partial x}}-{\frac {\partial P}{\partial y}}\right)\,dx\,dy=\int \limits _{\partial \Sigma }P\,dx+Q\,dy+R\,dz.}
■
Пусть {\displaystyle \mathbf {r} =\mathbf {r} (u(t),v(t))}. Тогда
{\displaystyle \int _{\partial \Sigma }(\mathbf {a} ,d\mathbf {r} )=\int _{\alpha }^{\beta }((\mathbf {a} (\mathbf {r} (u(t),v(t)))),r_{u}(u(t),v(t))u'(t)+r_{v}(u(t),v(t))v'(t))dt=\int _{\Omega }(a,r_{u})du+(a,r_{v})dv.}
Отсюда, используя формулу Грина, получаем
{\displaystyle \int _{\partial \Sigma }(\mathbf {a} ,d\mathbf {r} )=\iint _{\Omega }\left[{\frac {\partial }{\partial u}}{(\mathbf {a} ,\mathbf {r} _{v})}-{\frac {\partial }{\partial v}}{(\mathbf {a} ,\mathbf {r} _{u})}\right]dudv={}}
{\displaystyle {}=\iint _{\Omega }\left({\frac {\partial \mathbf {a} }{\partial x}}x_{u}+{\frac {\partial \mathbf {a} }{\partial y}}y_{u}+{\frac {\partial \mathbf {a} }{\partial z}}z_{u},\mathbf {r} _{v}\right)dudv-\iint _{\Omega }\left({\frac {\partial \mathbf {a} }{\partial x}}x_{v}+{\frac {\partial \mathbf {a} }{\partial y}}y_{v}+{\frac {\partial \mathbf {a} }{\partial z}}z_{v},\mathbf {r} _{u}\right)dudv}
{\displaystyle {}=\iint _{\Omega }[(\mathbf {r} _{v},(\mathbf {r} _{u},\nabla ),\mathbf {a} )-(\mathbf {r} _{u},(\mathbf {r} _{v},\nabla ),\mathbf {a} )]dudv,}
что по определению вихря и есть требуемая величина:
{\displaystyle \iint _{\Omega }[(\mathbf {r} _{v},(\mathbf {r_{u}} ,\nabla ),\mathbf {a} )-(\mathbf {r_{u}} ,(\mathbf {r_{v}} ,\nabla ),\mathbf {a} )]dudv=\iint _{\Omega }({r_{u}},{r_{v}},\operatorname {rot} \;\mathbf {a} )dudv=\iint _{\Sigma }(\operatorname {rot} \;\mathbf {a} ,\mathbf {n} )dS.}
■

### Формула Остроградского — Гаусса
Пусть теперь {\displaystyle \partial V} — кусочно-гладкая гиперповерхность ({\displaystyle p=n-1}), ограничивающая некоторую область {\displaystyle V} в {\displaystyle n}-мерном пространстве. Тогда интеграл дивергенции поля по области равен потоку поля через границу области {\displaystyle \partial V}:
{\displaystyle \int \limits _{V}\mathrm {div} \,\mathbf {F} \,dV=\int \limits _{\partial V}\mathbf {F} \cdot d\mathbf {\Sigma } .}
В трёхмерном пространстве {\displaystyle (n=3)} с координатами {\displaystyle \{x,y,z\}} это эквивалентно записи:
{\displaystyle \ \int \limits _{\partial V}\mathbf {F} \cdot d\mathbf {\Sigma } =\int \limits _{V}\left({\frac {\partial P}{\partial x}}+{\frac {\partial Q}{\partial y}}+{\frac {\partial R}{\partial z}}\right)\,dV}
или
{\displaystyle \iint \limits _{\partial V}P\,dy\,dz+Q\,dz\,dx+R\,dx\,dy=\iiint \limits _{V}\left({\frac {\partial P}{\partial x}}+{\frac {\partial Q}{\partial y}}+{\frac {\partial R}{\partial z}}\right)\,dx\,dy\,dz.}
Рассмотрим дифференциальную форму {\displaystyle \omega =P\,dy\wedge dz+Q\,dz\wedge dx+R\,dx\wedge dy}. Тогда, используя свойство дифференциала дифференциальной формы {\displaystyle d(\omega _{F}^{2})=\omega _{\mathrm {div} \,F}^{3}}:
{\displaystyle d\omega =\left({\frac {\partial P}{\partial x}}+{\frac {\partial Q}{\partial y}}+{\frac {\partial R}{\partial z}}\right)\,dx\wedge dy\wedge dz.}
Отсюда, используя теорему Стокса:
{\displaystyle \iint \limits _{\partial V}P\,dy\,dz+Q\,dz\,dx+R\,dx\,dy=\iiint \limits _{V}\left({\frac {\partial P}{\partial x}}+{\frac {\partial Q}{\partial y}}+{\frac {\partial R}{\partial z}}\right)\,dx\,dy\,dz.}
■